# Macrostylis cerritus
Macrostylis cerritus là một loài chân đều trong họ Macrostylidae. Loài này được Vey & Brix miêu tả khoa học năm 2009.